# Emanuel Steward
Emanuel Steward (Bottom Creek, 7 de julho de 1944 - Chicago, 25 de outubro de 2012) foi um pugilista e treinador americano
Acumulou 94 vitórias e 3 derrotas no boxe amador, mas fez fama ao treinar lendas do esporte, como Evander Holyfield, Oscar de la Hoya, Miguel Cotto, Julio César Chávez, Wilfred Benítez, Lennox Lewis e  Wladimir Klitschko
.
Steward foi conhecido pelo seu estilo de treinamento centrado em sparring, o que muitos treinadores vêem como desnecessário por medo de lesões ao atleta
Também foi comentarista do canal esportivo HBO.